# Elaphrus cupreus
Elaphrus cupreus là một loài bọ cánh cứng thuộc họ Carabidae đặc hữu của the Cổ bắc giới. Ở châu Âu, nó được tìm thấy ở Áo, Belarus, Bỉ, Bosna và Hercegovina, Quần đảo Anh, Cộng hòa Séc, lục địa Đan Mạch, Estonia, Phần Lan, chính quốc Pháp, Đức, Hungary, Cộng hòa Ireland, lục địa Italia, Kaliningrad, Latvia, Liechtenstein, Litva, Luxembourg, Bắc Ireland, lục địa Na Uy, Ba Lan, Nga, Slovakia, Slovenia, Thụy Điển, Thụy Sĩ, Hà Lan và Ukraina.

## Hình ảnh

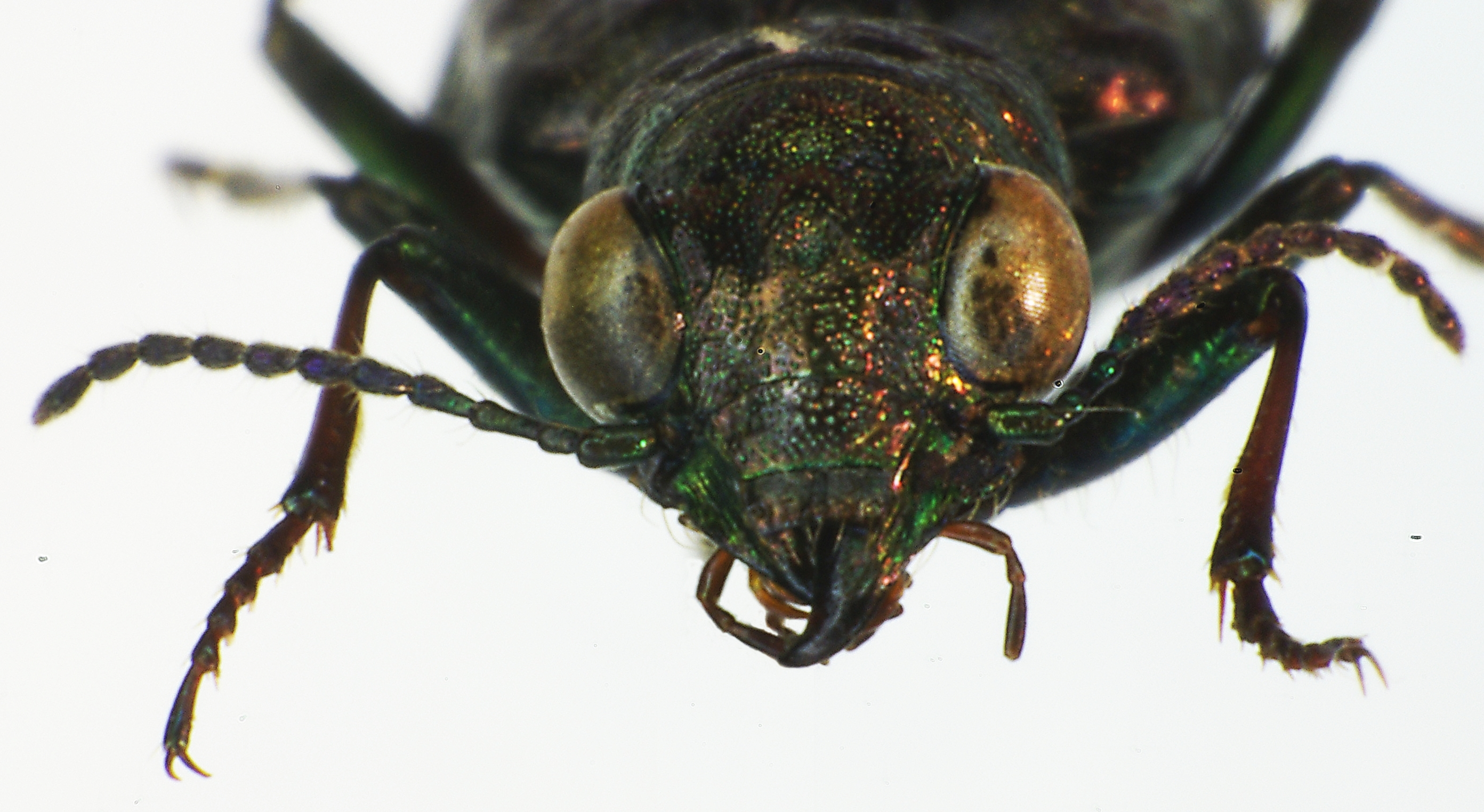
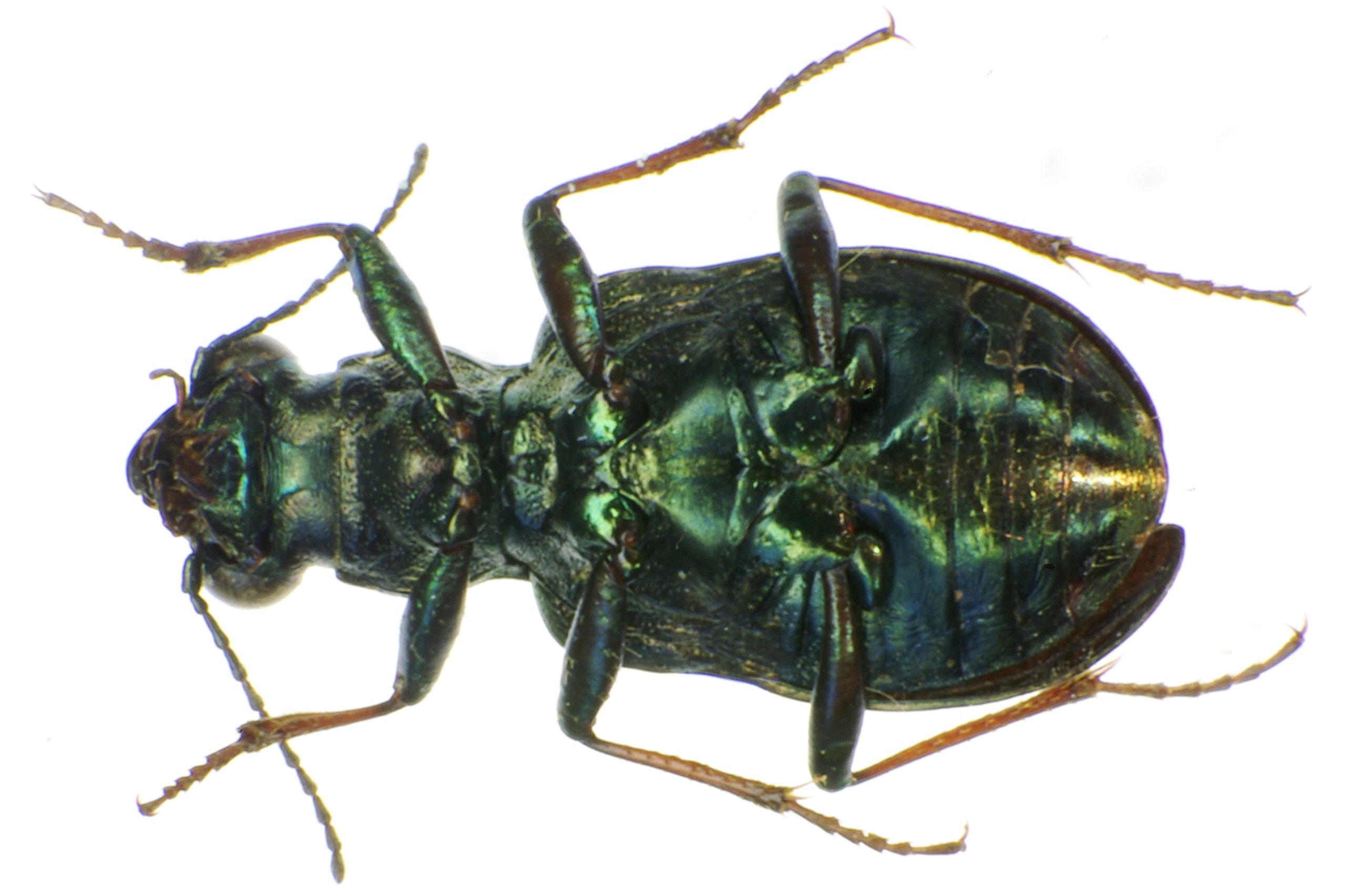
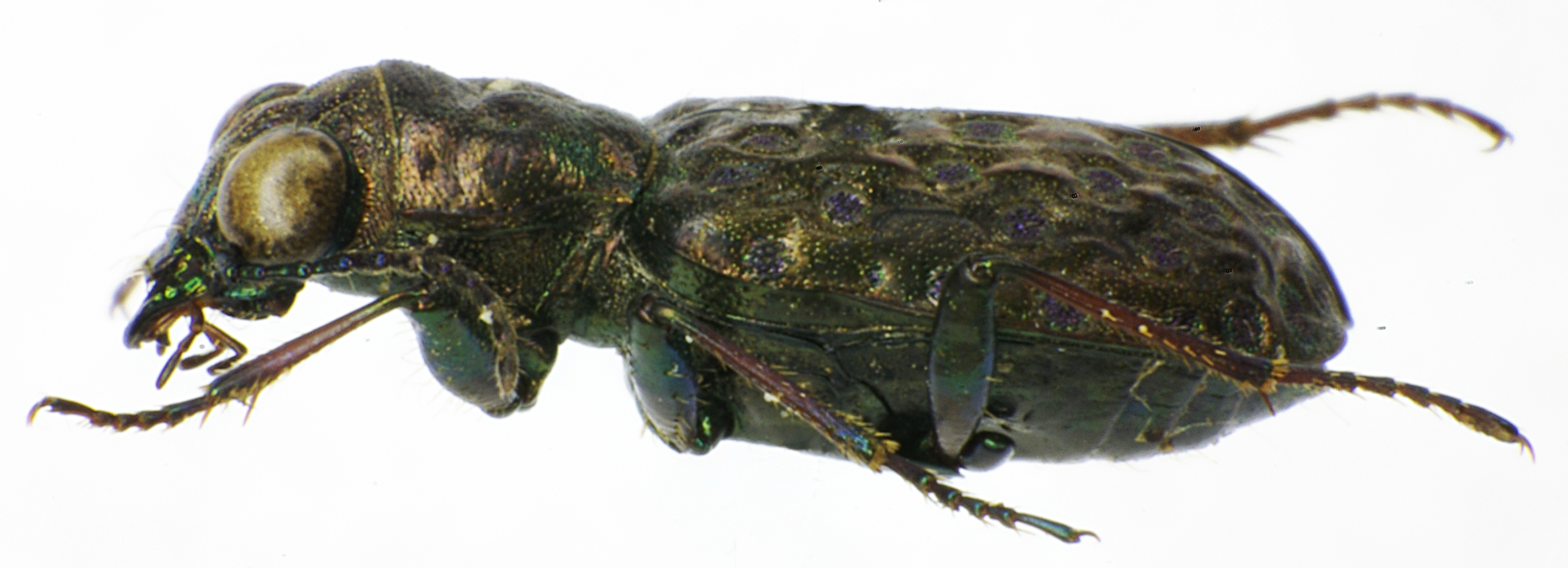
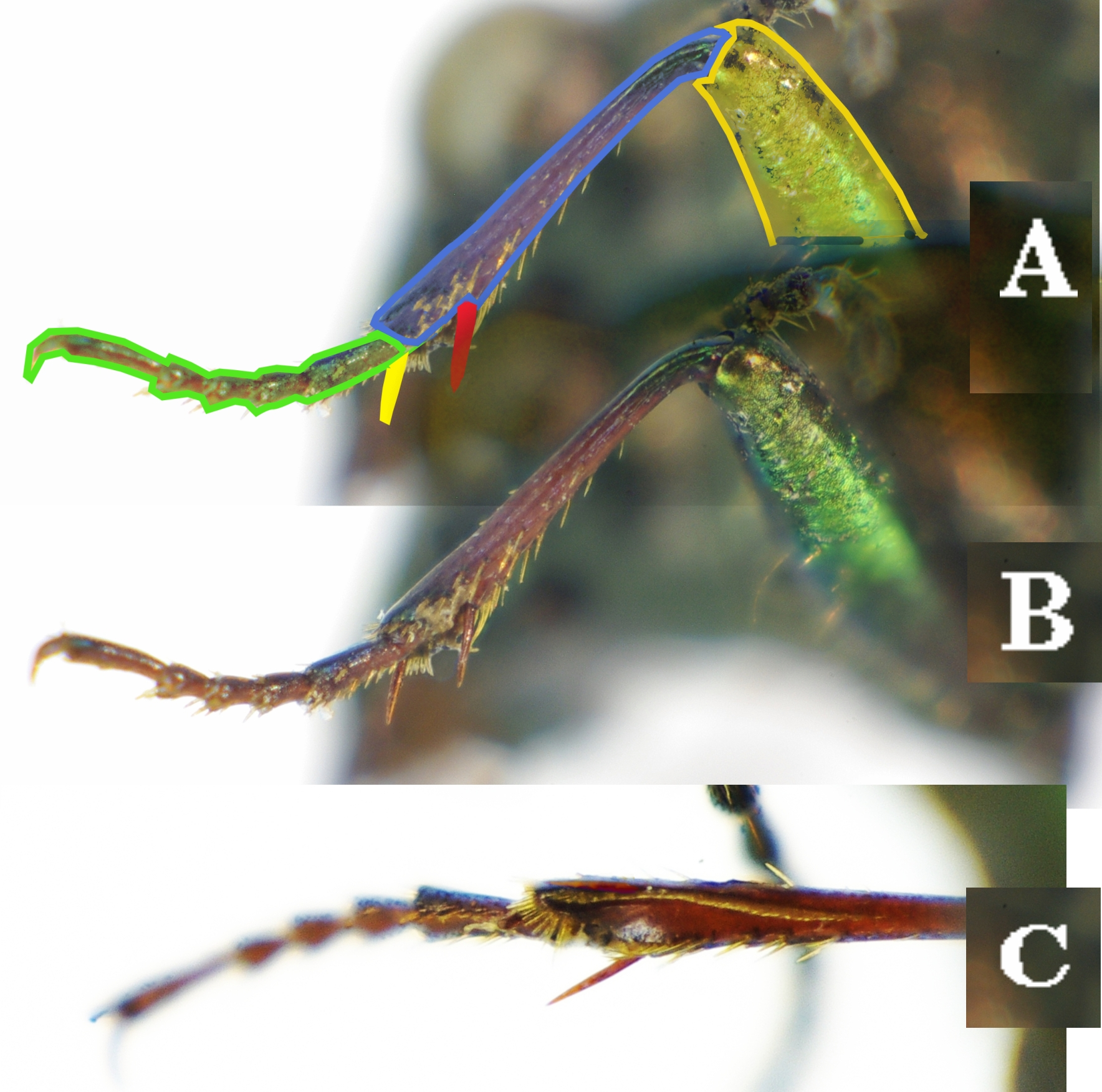